# Ražice
Ražice jsou vesnice v okrese Písek v Jihočeském kraji. Leží zhruba osm kilometrů jihozápadně od města Písku. Je to důležitý železniční uzel na křížení tratí Plzeň – České Budějovice a Ražice–Tábor. K obci patří místní část Štětice a osada Humňany. V obci žije 409 obyvatel.

## Historie
Jméno Ražice je odvozeno od výrazu „ves lidí Rážových“. V minulosti se v okolí vsi rýžovalo zlato. Připomíná to i název nedalekého Zlatého vrchu ležícího mezi Ražicemi a Heřmaní.
První písemná zmínka o vsi Ražici pochází z roku 1469. Kolem roku 1490 patřily Ražice k hlubockému panství. V 16. století patřila obec k Prácheňskému kraji a v 19. století bývalému protivínskému panství.
V roce 2007 získala obec Ražice titul Jihočeská vesnice roku.

## Obyvatelstvo
| Rok            | 1869 | 1880 | 1890 | 1900 | 1910 | 1921 | 1930 | 1950 | 1961 | 1970 | 1980 | 1991 | 2001 | 2011 | 2021 |
| -------------- | ---- | ---- | ---- | ---- | ---- | ---- | ---- | ---- | ---- | ---- | ---- | ---- | ---- | ---- | ---- |
| Počet obyvatel | 593  | 610  | 691  | 676  | 708  | 749  | 720  | 557  | 585  | 552  | 531  | 479  | 415  | 403  | 395  |
| Počet domů     | 70   | 73   | 85   | 86   | 93   | 100  | 115  | 126  | 127  | 131  | 134  | 148  | 162  | 172  | 186  |

## Obecní správa
Mezi lety 1850–1885 Ražice patřily jako osada obce k Heřmani v okrese Písek. Od roku 1886 je obcí.

### Části obce
Obec Ražice se skládá ze dvou částí a dvou stejnojmenných katastrálních území.
- Ražice
- Štětice

K obci patří i osada Humňany.

### Obecní symboly
Znak byl obci udělen rozhodnutím předsedy Poslanecké sněmovny Parlamentu České republiky dne 20. ledna 2005 a vlajka byla obci udělena rozhodnutím předsedy PSP ČR dne 25. března 2005.

## Doprava
Vesnicí vede silnice II/140. V letech 1868–1870 byla vybudována železniční trať Plzeň – České Budějovice a v letech 1886–1889 pak trať Tábor–Ražice, na kterých se nachází stanice Ražice.

## Kultura
Ražice se staly světově známými díky knize Osudy dobrého vojáka Švejka za světové války od Jaroslava Haška. Místní amfiteátr se stal lokálním centrem pro pořádání několika hudebních festivalů, mimo jiné Rockem proti rakovině, Permonické slavnosti či podzimní Musicfest. O divadelní vyžití se stará místní ochotnický Ražický hravý spolek.

## Pamětihodnosti
- Nedaleko Ražic se nachází národní přírodní rezervace (NPR) Řežabinec a Řežabinecké tůně, dále rybníky Markovec a Škaredý, místo památné husitské bitvy u Sudomeře s památníkem Jana Žižky a tvrze v Kestřanech.
- V budově bývalé sýpky, která je v blízkosti železniční stanice Ražice, je stálá muzejní expozice, jejíž jedna část se vztahuje k NPR Řežabinec a Řežabinecké tůně a další část se zabývá železniční problematikou.[9]
- U železniční stanice Ražice začíná 3 km dlouhá jednosměrná naučně–zábavná stezka o historické těžbě zlata. Stezka má 5 zastavení a končí na vrcholu Zlatého vrchu (461 m n. m.).[10]
- V blízkosti obce je archeologické naleziště ze střední doby kamenné 10 000 – 4000 př. n. l.).[11]
- Severovýchodně od Ražic se rozkládá Ražický rybník chráněný jako přírodní památka.
- Výklenková kaple zasvěcená svatému Floriánovi ze druhé poloviny 18. století se nachází u křižovatky na ves Lhota u Kestřan.[12]
- Kaple na návsi je z roku 1822 a je zasvěcena Navštívení Panny Marie.[13]

## Galerie

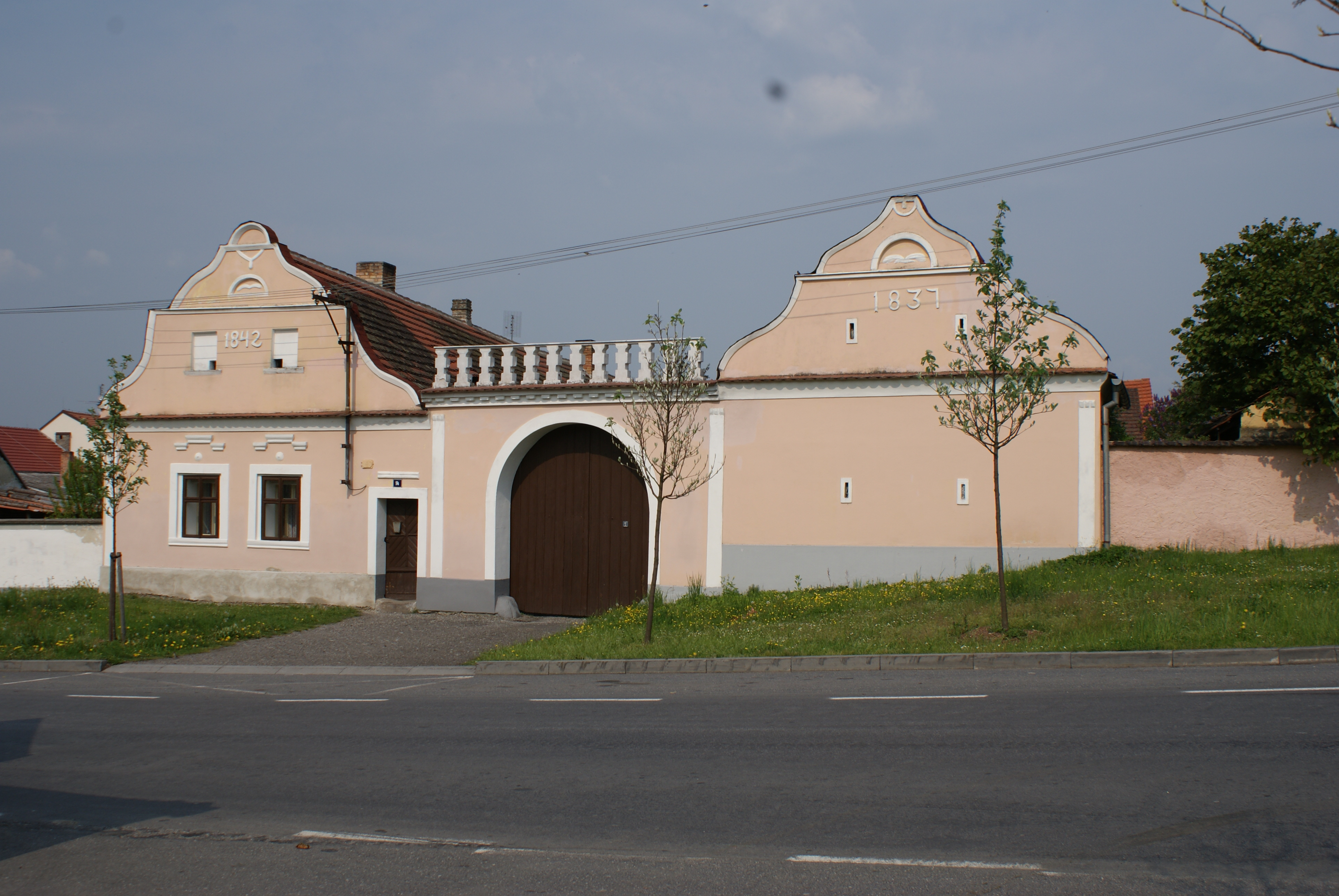
Dům ve stylu selského baroka
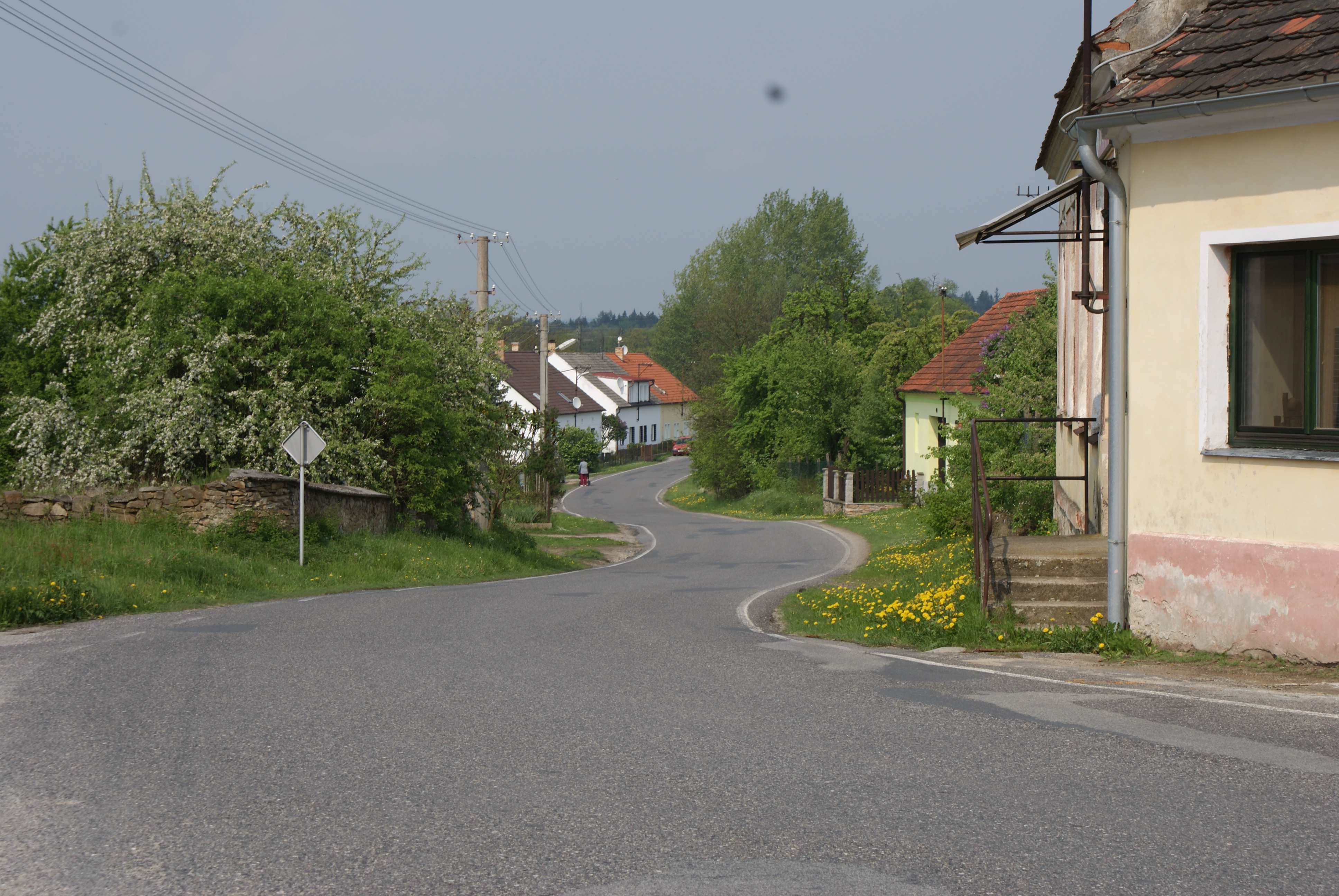
Štětice, silnice do Ražic
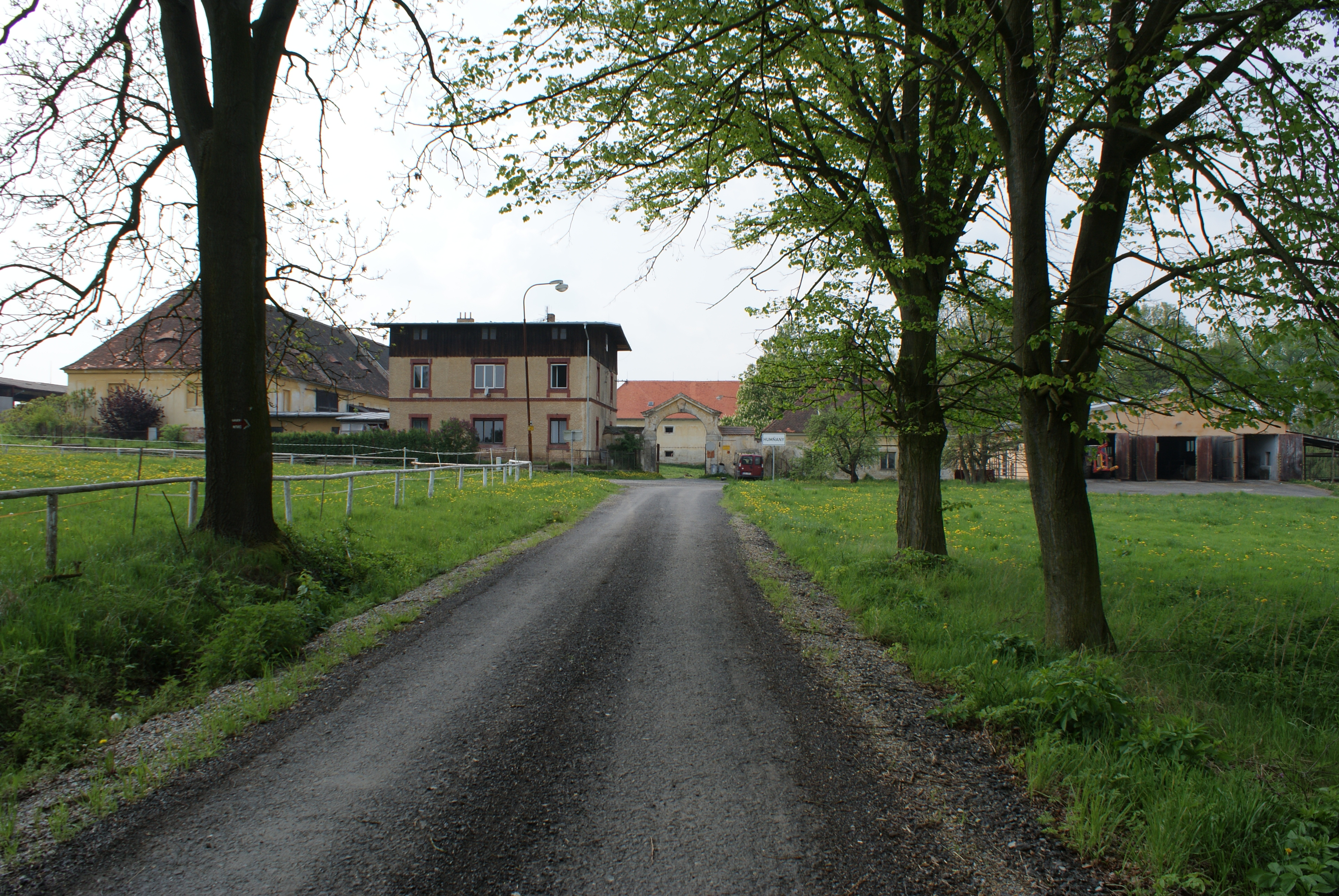
Statek v Humňanech
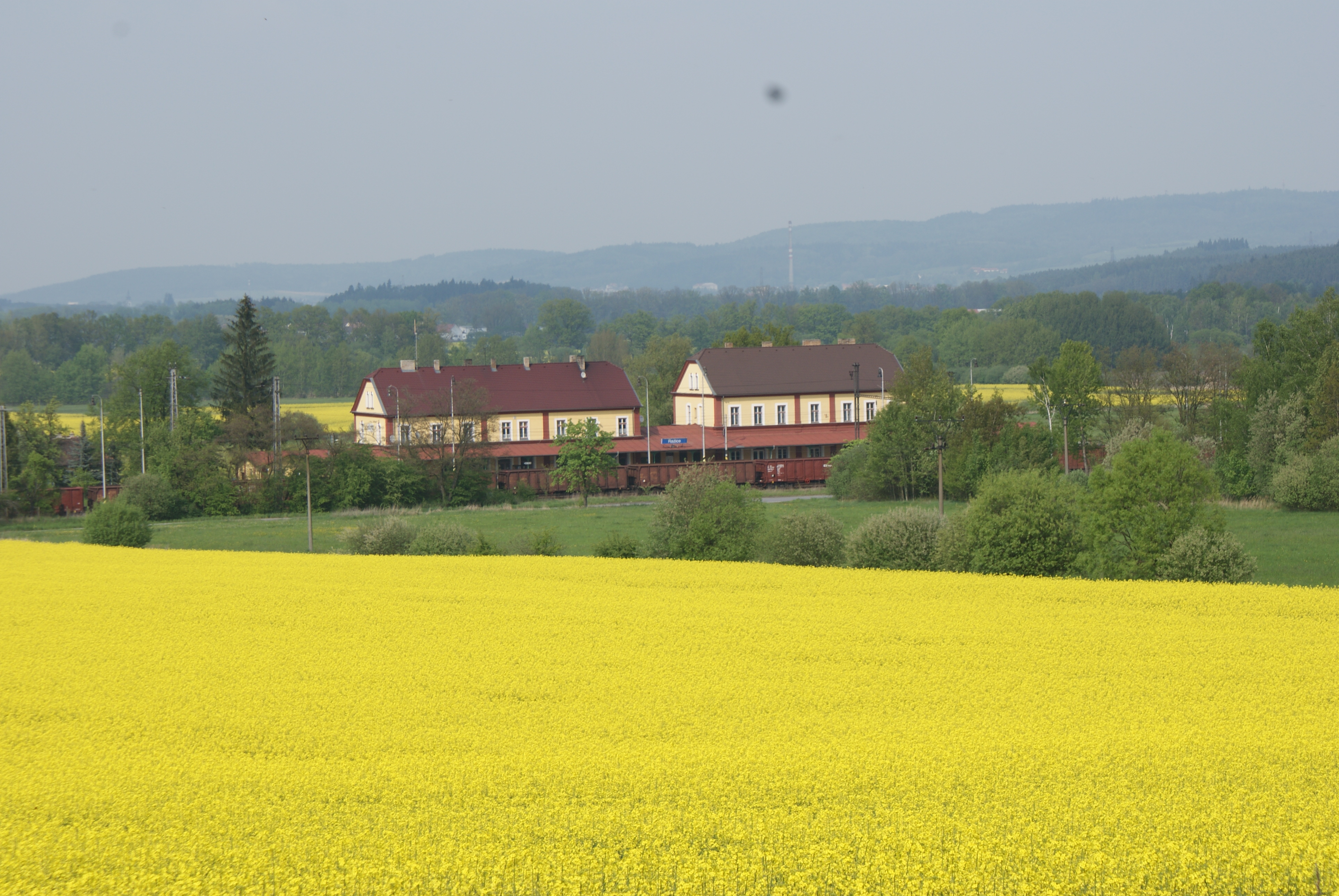
Nádraží
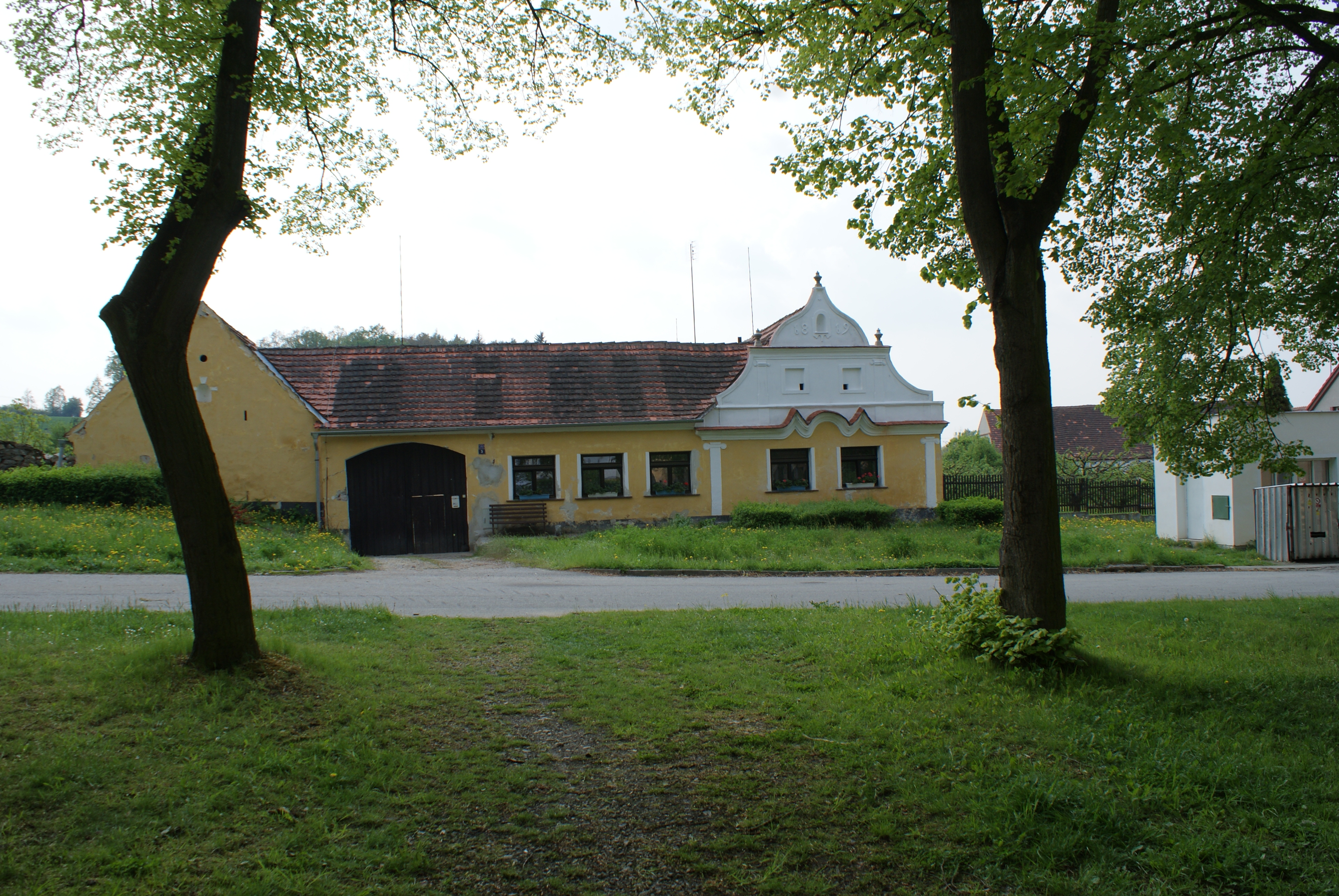
Náves
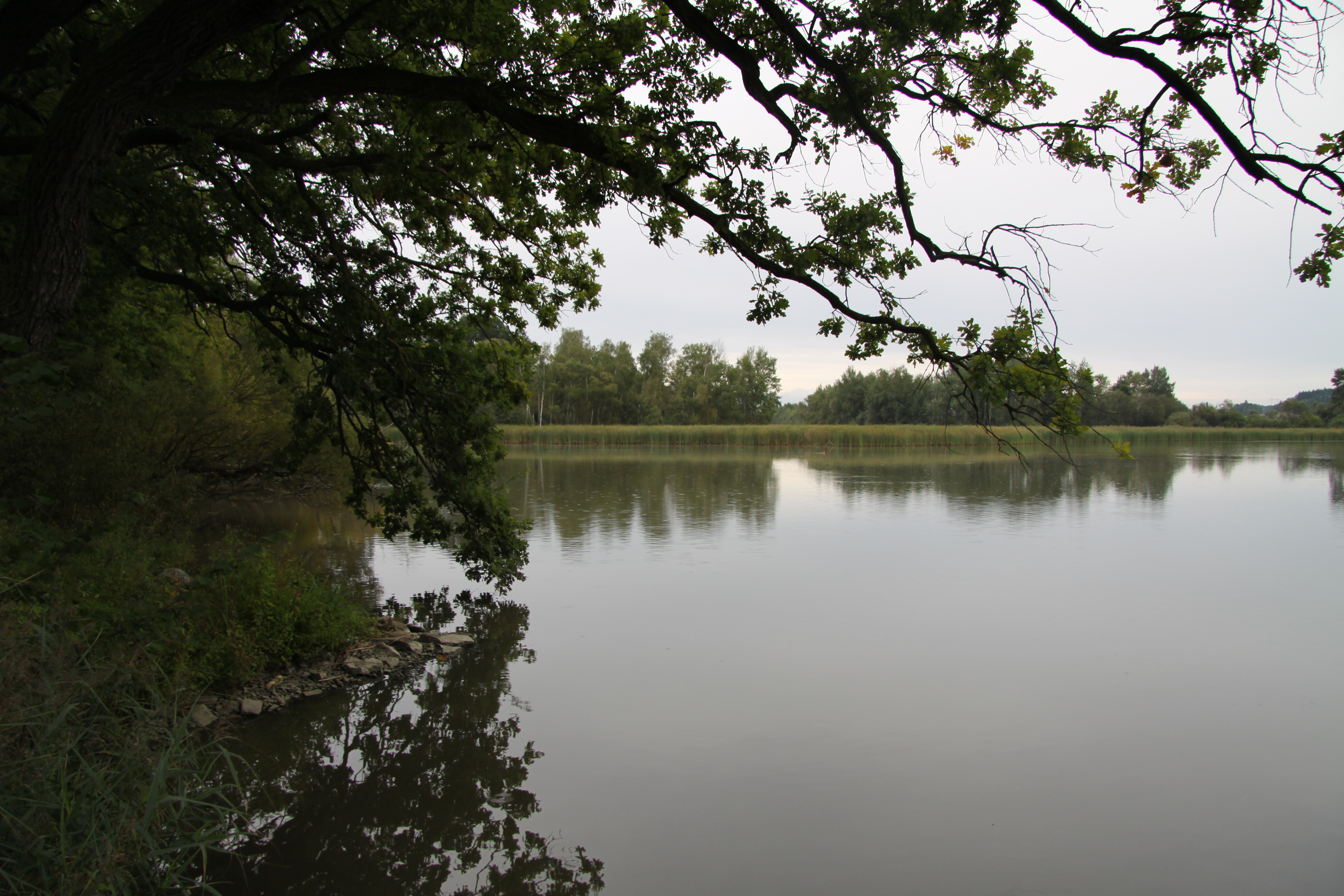
Ražický rybník
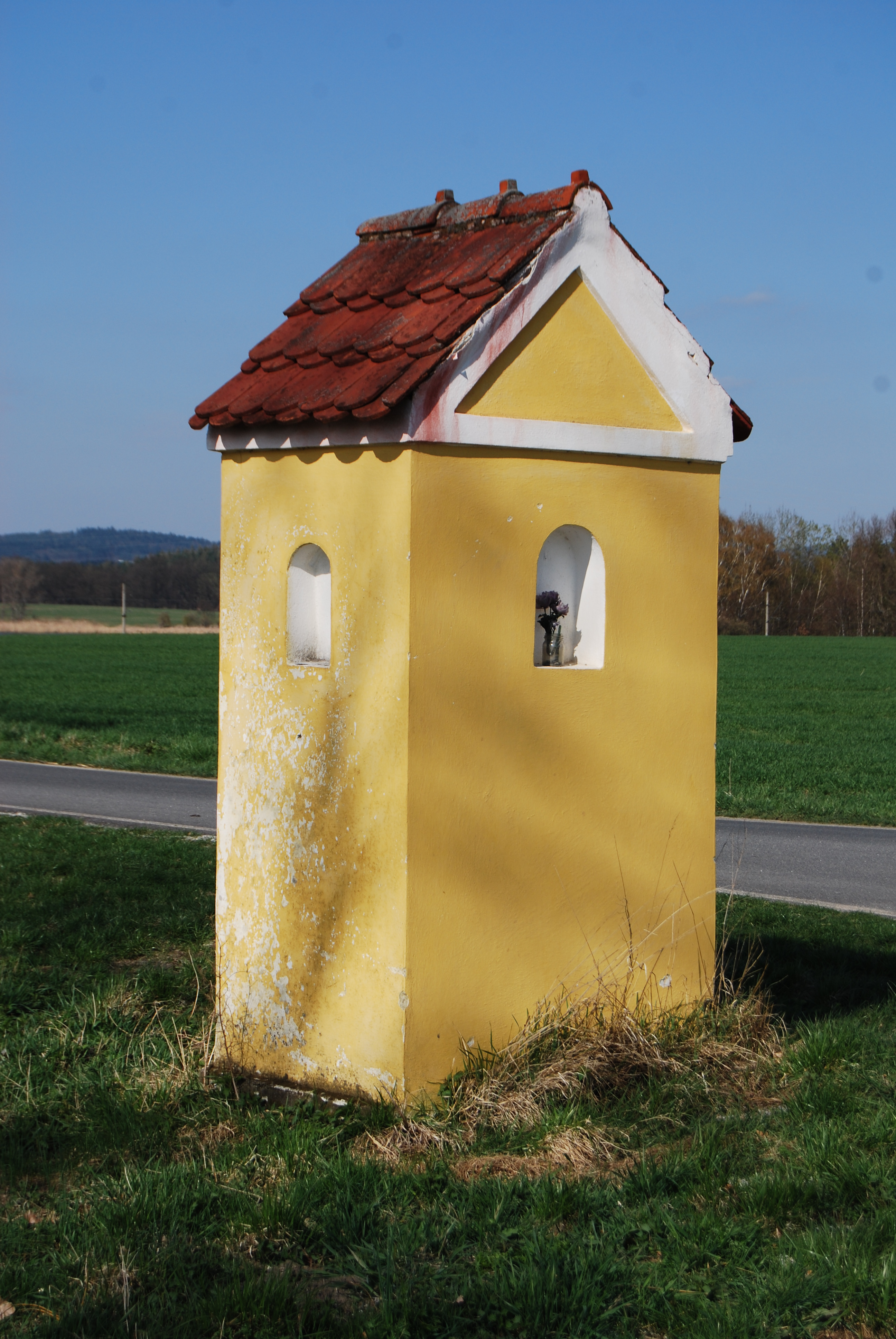
Kaplička
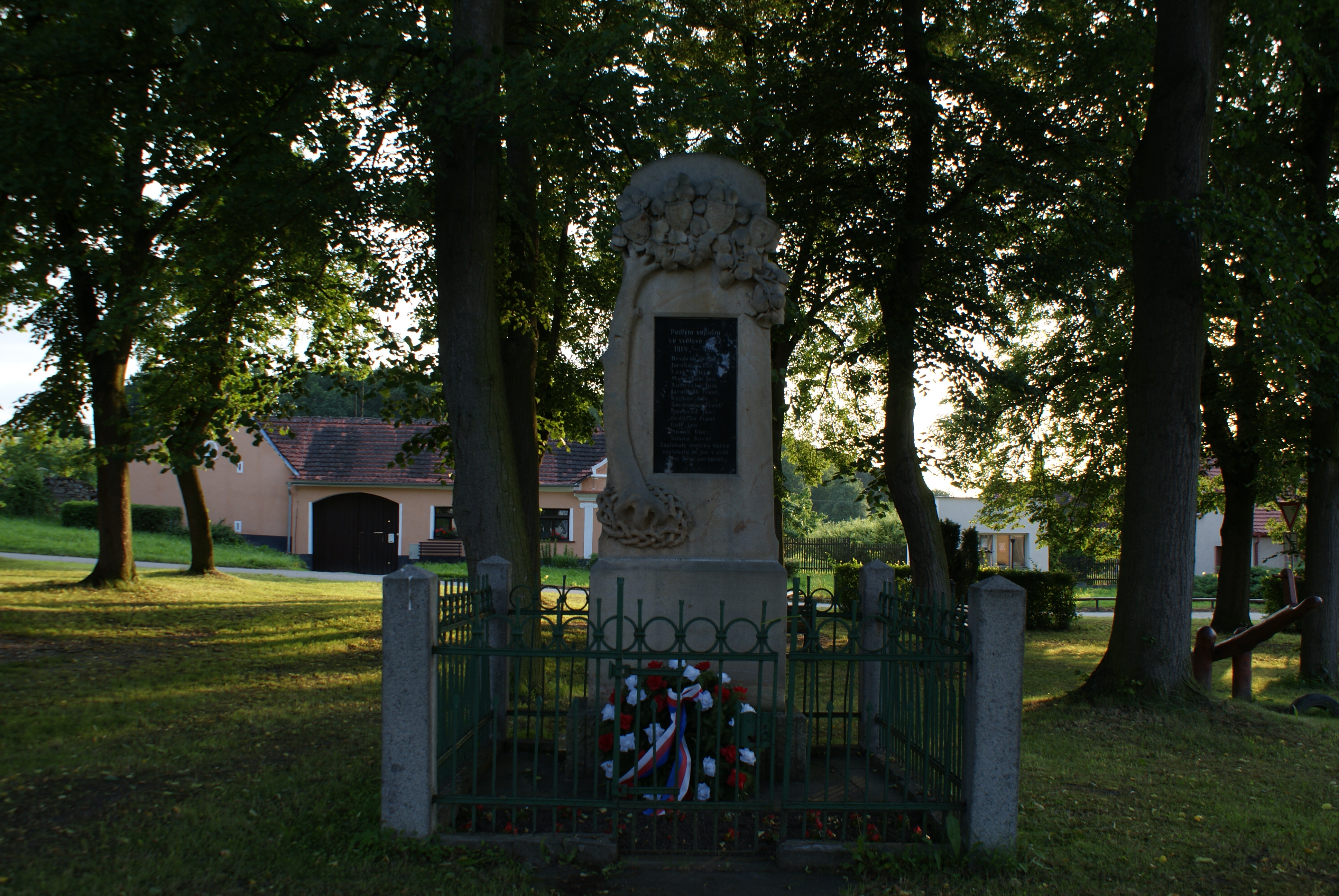
Pomník